# 先行型内燃机车
先行型内燃机车是中国铁路的电力传动内燃机车车型之一，也是戚墅堰机车车辆厂制造的第一种干线内燃机车，虽然这种机车未能正式投产，但为工厂后来的内燃机车研制积累了许多宝贵经验。先行型柴油机车是客货运通用的2000马力干线内燃机车，装用两台1000马力的12V175型高速柴油机，采用直流电力传动。

## 概要
1950年代，中国开始踏上铁路牵引动力内燃化和发展国产內燃机车的道路。1956年8月，由中国铁道科学研究院编制的中国首个铁路科技发展规划——《 1956年—1967年铁道科学技术发展远景规划》在全国铁道科学工作会议上讨论通过，指出“技术政策的中心环节是牵引动力改革，要迅速地、有步骤地由蒸汽机车转到电力机车和内燃机车上去”，从此确定了牵引动力改革的方向。1956年至1958年，第一机械工业部机车车辆研究所、铁道部铁道科学研究院展开一系列的课题研究，通过技术人员的培养和技术资料的研究，初步掌握了内燃机车的工作原理、设计方法和试验方法，完成了发展内燃机车的前期准备工作。
1958年起在大跃进运动形势的推动下，铁道部各主要机车制造和修理工厂纷纷掀起“争取生产内燃机车”的热潮，采用的柴油机有高速、中速，传动方式有电力传动和液力传动，功率各异，均处于试制研究的探索阶段。1958年7月，正当戚墅堰机车车辆工厂刚刚庆祝成功试制建设型蒸汽机车，新华社报导了大连机车车辆工厂正在试制巨龙型柴油机车，同时长辛店机车车辆工厂正在试制建设型柴油机车的消息传到戚墅堰工厂。为了能在最短时间内使华东地区也能造出内燃机车，戚墅堰机车车辆工厂与青岛四方机车车辆工厂、上海铁路局、上海交通大学、上海柴油机厂、无锡柴油机厂、上海电机厂等单位，于1958年7月8日在上海成立了内燃机车协作组。经过协商后决定由戚墅堰工厂与上海交大、上海铁路局、无锡柴油机厂、上海电机厂等单位共同研制2000马力电传动柴油机车（先行型），而四方工厂与上海柴油机厂等单位负责研制2000马力液力传动柴油机车（卫星型）。 
1958年8月5日，戚墅堰机车车辆工厂成立内燃机车办公室，负责2000马力电传动柴油机车的设计试制。进入总装阶段后，工厂研究决定将该车定名为先行型柴油机车，号召全厂职工实现年内试制第一台“先行号” 的目标。先行型柴油机车的柴油机由无锡柴油机厂（今一汽解放汽车有限公司无锡柴油机厂）制造，发电机由上海电机厂（今上海电气集团上海电机厂）制造，电器部分由上海华通开关厂制造。首台先行型机车于1958年12月30日出厂，该型机车从设计到试制成功仅花了五个多月的时间。1959年10月国庆节期间，先行型柴油机车与大连机车车辆工厂的巨龙型、青岛四方机车车辆厂的卫星型、株洲机车车辆工厂的韶山型机车一同在北京展览馆展出。
1959年5月28日至6月13日，先行型柴油机车曾在沪宁铁路先后共进行了五次牵引旅客列车的运行试验，当牵引总重445吨、10辆编组的旅客列车时，最高运行速度可达96.2公里/小时。运行试验结果显示，该型机车的电气系统无明显缺陷，但柴油机的可靠性问题较多，因此机车被回送工厂，没有投入正式运行。后来，由于无锡柴油机厂经国家经委协调确定划给农机部，无锡柴油机厂不再生产12V175型柴油机，致使先行型柴油机车研制工作停止，原本计划试制的第二台先行型机车亦取消投产。1960年6月，常州市进行城市人民公社化运动时，以戚墅堰工厂工房区为主体组建先行分社，就是以工厂制造的第一台柴油机车“先行号”来命名。先行分社后来更名为先行街道，于2006年与戚墅堰街道合并。

## 技术特点

### 总体布置
先行型柴油机车是采用直流电力传动的2000马力干线柴油机车，采用底架承载结构的流线型棚式车体，主车架采用焊接的钢结构。车体上部由前至后分别为司机室、前柴油机室、冷却室、后柴油机室。司机室内设有司机操纵台和工具箱，后部设有与前柴油机室相连的高压电器柜，励磁机设在司机室的地板下。前、后两个柴油机室内各设有一套柴油发电机组，以及空气滤清器、机油系统、燃油系统等配套装置，其中后柴油机室还设有空气压缩机、辅助发电机、 牵引电动机通风机、预热锅炉、燃油预热器等装置。空气滤清器安装在柴油机室的其中一侧车体侧壁，新鲜空气经百叶窗吸入，经过空气滤清器进入废气涡轮增压器。冷却室内设有柴油机油水系统的散热器，柴油机通过齿轮箱和摩擦离合器驱动轴流式风扇，冷却室的前端上部设有膨胀水箱，后端上部设有辅助燃油箱，这样的设计使通向前后柴油机的各种管道可缩到最短限度。

### 动力装置
先行型柴油机车装用两台由无锡柴油机厂制造的12V175型柴油机，仿制自西德的梅赛德斯-奔驰MB 820 Bb型柴油机（即MTU MB 12 V 493型柴油机，被广泛应用于德国联邦铁路的V200.0型柴油机车）。该机型为四冲程、12气缸、预燃室式、废气涡轮增压的V型高速柴油机，曲轴用铜钼合金球铁制成，气缸直径为175毫米，活塞行程为205毫米，气缸夹角为60°，额定转速为每分钟1500转，标定功率为735千瓦（1000马力），单位燃油消耗率为167克/有效马力·小时，柴油机净重为2860公斤。

### 传动系统
先行型柴油机车采用直—直流电传动系统，车上装有两套独立的柴油发电机组，两台柴油机各自带动直流牵引发电机，分别将发出的直流电传给前、后转向架的牵引电动机，再由牵引电动机经过齿轮驱动轮对。同一转向架上的三台牵引电动机并联连接，而两组发电机的电路并没有并联，但可以同时控制和调节。先行型机车和同时期的建设型机车一样，都在动力和传动装置的配套上遇到了困难。受到当时中国动力机械工业技术水平的限制，无法提供功率和转速能够与高速柴油机相匹配的发电机，因此只能在柴油机和发电机之间增设一个减速齿轮箱，将输出转速由每分钟1500转减速至1000转。
每台先行型柴油机车装用两台ZFN 74/38型直流牵引发电机、六台ZQ 493/420型直流牵引电动机、一台ZL 10型励磁机和一台ZF 10型辅助发电机。ZFN 74/38型直流牵引发电机由上海电机厂制造，为自通风式六极他励直流发电机，主磁极设有他励、起动、补偿绕组，均采用B级绝缘，额定功率为700千瓦，额定电流为1272安培，额定电压为550伏特，额定转速为每分钟1000转。ZQ 493/420型牵引电动机由中华电机厂（更名为常州牵引电机厂）制造，为强迫通风的四极串励直流电动机，绕组采用B级绝缘，额定功率为200千瓦，额定转速为每分钟550转，设有二级磁场削弱。

### 转向架
先行型机车的转向架与巨龙型机车大致相同，其结构都是仿制自苏联的TE3型柴油机车。转向架构架采用“目”字形的铸钢件及钢板混合焊接结构。车轴轴承采用四列向心滚柱轴承，车轴轴箱采用导框式定位结构。一系悬挂装置由螺旋弹簧、钢板弹簧、均衡梁、橡胶垫等部件组成。牵引力和制动力则通过心盘传递给车体，作为转向架回转中心的心盘不参与承重。车体上部重量通过八个带复原装置的旁承传递到转向架构架上，并利用旁承复原装置产生的摩擦力矩来抑制转向架蛇行运动。牵引电动机采用滑动抱轴承半悬挂驱动方式，牵引电动机的一侧悬挂在转向架横梁托架上，而另一侧通过抱轴瓦悬挂在车轴上。基础制动装置采用单侧闸瓦制动，每台转向架设有两个制动缸和六块闸瓦，制动系统采用ET-6型空气制动机和KT-6型空气压缩机。

## 参看
- 建设型内燃机车
- 巨龙型内燃机车
- 卫星型内燃机车
- TE3型柴油机车
- 中国内燃机车列表